# Unibike
Unibike – polskie przedsiębiorstwo produkujące rowery i rowery elektryczne z siedzibą w Bydgoszczy. Jeden z największych polskich producentów rowerów.
Przedsiębiorstwo powstało w 1990. Marka oferuje kilka modeli rowerów różnego przeznaczenia, od dziecięcych, przez górskie oraz crossowe, do trekingowych i miejskich. Specjalizuje się w modelach klasy średniej i podstawowych, do zastosowań amatorskich. Reprezentuje na rynku polskim marki: Schwalbe, SKS, Jagwire, Selle Royal, B&M, Ergotec, IceToolz.
Model elektryczny Unibike Energy ogłoszono najlepszym produktem dla kobiet na targach Kielce Bike-Expo w 2016.